# Jorge Cabezudo
Jorge Denilson Cabezudo Ormeño (Pisco, Perú, 21 de octubre de 2001) es un futbolista peruano. Juega como guardameta y su equipo actual es Foot Ball Club Melgar de la Liga 1 de Perú.

## Trayectoria

### FBC Melgar
Nacido en la ciudad de Pisco, desde el año 2017 que pasa a integrar las categorías menores de Foot Ball Club Melgar. En sus dos primeros años perteneció a la categoría sub-17. En 2018 pasó a formar parte del equipo de reservas.
El día 17 de enero de 2020 firmó su primer contrato profesional, con lo cual también fue subido al primer equipo. Alternó en los primeras fechas del Torneo de Promoción y Reserva de 2020, sin embargo no tuvo más participación debido a la cancelación del torneo por la pandemia de COVID-19. En su primera temporada con el primer equipo, apareció en seis partidos en el banco de suplentes. Al año siguiente, estuvo en siete partidos en el banco de suplentes, siendo uno de ellos por Copa Sudamericana.
El día 4 de marzo de 2022, bajo la dirección técnica de Néstor Lorenzo, jugó su primer partido profesional en la fecha 5 de la Liga 1, alineando como titular en la derrota 3-1 de visita ante UTC. Volvería a alinear en la victoria 1-0 ante Alianza Lima; y en la derrota 2-0 ante la Universidad San Martín. El 3 de mayo, disputaría su primer partido a nivel internacional, cuando visitaron a River Plate de Uruguay por la fecha 4 de la fase de grupos de la Copa Sudamericana. Ingresó en el minuto 59, ante la expulsión de Carlos Cáceda, cuando el resultado era 0-1 a favor de Melgar, llegando a salvar varias chances de gol, aunque recibiría el empate al minuto 90+3, sin embargo Melgar terminaría ganando con un gol dos minutos después. Jugó por quinta vez en el año en la victoria 3-0 a ADT. Después de ese partido jugó su primer partido como titular por Copa Sudamericana, ante la inhabilitación de Cáceda, siendo en la visita a Racing Club, resultando aquel partido en derrota 1-0. No volvió a jugar en lo que restó de temporada, aunque apareció en varios partidos en el banco de suplentes y alternó partidos con el equipo de reservas. Con el primer equipo quedaron subcampeones de la Liga 1 y alcanzaron las semifinales de la Copa Sudamericana, mientras que con la reserva llegaron a las semifinales del torneo.
En la temporada 2023, tuvo menos participación con el primer equipo, alternando más con el equipo de reservas. Sin embargo, llegó a ganarse la confianza de Mariano Soso y alineó en tres partidos consecutivos con el primer equipo en el mes de junio, siendo en las fechas 19 y 20 de la Liga 1, ambas como local y siendo victorias 2-1 a Binacional y 4-0 ante ADT. Su último partido fue en la última fecha de la fase de grupos de la Copa Libertadores, el cual resultó en derrota de visita 4-1 ante Olimpia. En lo que restaría de temporada jugaría algunos partidos con la reserva, volviendo a alcanzar las semifinales del torneo. En 2024, jugaría un partido, venciendo en casa por 3-0 a Comerciantes Unidos; mientras que no disputaría partidos con la reserva.
Para 2025, volvería a estar en el banquillo al comienzo de la temporada. Tendría la oportunidad de ganar el titularato ante un bajo nivel de Cáceda. Siendo así, por la fecha 4 de la Copa Sudamericana sería titular ante Lanús, donde perderían 0-1. Sumaría más partidos como titular, incluido uno más por Sudamericana, en la victoria por 0-1 ante Academia Puerto Cabello. Así mismo, fue inscrito con el segundo equipo para disputar la Liga 3.

## Selección nacional
En 2019, fue convocado por primera vez a un microciclo de la categoría sub-20 de la selección peruana, mientras que en 2020 fue convocado a otros dos microciclos.
En diciembre de 2023, fue convocado por José Guillermo del Solar a la categoría sub-23 de la selección, con miras al Preolímpico sub-23 de 2024. Disputó dos partidos amistosos, ambos ingresando en el entretiempo. El primero en el empate 1-1 ante la sub-23 de Bolivia, que se suspendió a los 55 minutos; y el segundo en la victoria 1-0 ante Alianza Lima. Finalmente, no sería incluido en la lista de jugadores que disputarían el Preolímpico.

## Estadísticas

### Clubes
| Club | Div.          | Temporada     | Liga | Liga | Liga | Copas nacionales(1) | Copas nacionales(1) | Copas nacionales(1) | Copas internacionales(2) | Copas internacionales(2) | Copas internacionales(2) | Total | Total | Total |
| Club | Div.          | Temporada     | PJ   | GR   | VI   | PJ                  | GR                  | VI                  | PJ                       | GR                       | VI                       | PJ    | GR    | VI    |
| --- | ------------- | ------------- | ---- | ---- | ---- | ------------------- | ------------------- | ------------------- | ------------------------ | ------------------------ | ------------------------ | ----- | ----- | ----- |
| F. B. C. Melgar · Perú | 1.ª           | 2020          | 0    | 0    | 0    | —                   | —                   | —                   | 0                        | 0                        | 0                        | 0     | 0     | 0     |
| F. B. C. Melgar · Perú | 1.ª           | 2021          | 0    | 0    | 0    | 0                   | 0                   | 0                   | 0                        | 0                        | 0                        | 0     | 0     | 0     |
| F. B. C. Melgar · Perú | 1.ª           | 2022          | 4    | 5    | 2    | —                   | —                   | —                   | 2                        | 2                        | 0                        | 6     | 7     | 2     |
| F. B. C. Melgar · Perú | 1.ª           | 2023          | 2    | 1    | 1    | —                   | —                   | —                   | 1                        | 4                        | 0                        | 3     | 5     | 1     |
| F. B. C. Melgar · Perú | 1.ª           | 2024          | 1    | 0    | 1    | —                   | —                   | —                   | 0                        | 0                        | 0                        | 1     | 0     | 1     |
| F. B. C. Melgar · Perú | 1.ª           | 2025          | 4    | 4    | 0    | —                   | —                   | —                   | 2                        | 1                        | 1                        | 6     | 5     | 1     |
| F. B. C. Melgar · Perú | Total club    | Total club    | 11   | 10   | 4    | 0                   | 0                   | 0                   | 5                        | 7                        | 1                        | 16    | 17    | 5     |
| Total carrera | Total carrera | Total carrera | 11   | 10   | 4    | 0                   | 0                   | 0                   | 5                        | 7                        | 1                        | 16    | 17    | 5     |
| (1)Incluye datos de la Copa Bicentenario (2021). (2)Incluye datos de la Copa Sudamericana (2020, 2021, 2022, 2025) y la Copa Libertadores (2023, 2024, 2025). |               |               |      |      |      |                     |                     |                     |                          |                          |                          |       |       |       |

### Selecciones
| Selección     | Temporada     | Amistosos | Amistosos | Amistosos | Sudamérica | Sudamérica | Sudamérica | Mundial | Mundial | Mundial | Total | Total | Total |
| Selección     | Temporada     | PJ        | GR        | VI        | PJ         | GR         | VI         | PJ      | GR      | VI      | PJ    | GR    | VI    |
| ------------- | ------------- | --------- | --------- | --------- | ---------- | ---------- | ---------- | ------- | ------- | ------- | ----- | ----- | ----- |
| Sub-23 · Perú | 2023          | 1         | 0         | 1         | —          | —          | —          | —       | —       | —       | 1     | 0     | 1     |
| Sub-23 · Perú | 2024          | 1         | 0         | 1         | 0          | 0          | 0          | —       | —       | —       | 1     | 0     | 1     |
| Sub-23 · Perú | Total         | 2         | 0         | 2         | 0          | 0          | 0          | 0       | 0       | 0       | 2     | 0     | 2     |
| Total carrera | Total carrera | 2         | 0         | 2         | 0          | 0          | 0          | 0       | 0       | 0       | 2     | 0     | 2     |

## Palmarés

### Torneos cortos
| Título          | Club            | País | Año  |
| --------------- | --------------- | ---- | ---- |
| Torneo Apertura | F. B. C. Melgar | Perú | 2022 |